# Il magnifico west
Il magnifico west è un western commedia del 1972 prodotto e diretto da Gianni Crea.
Si tratta di un film che fa il verso al filone comico-scanzonato di Trinità. In questo film Fiorella Mannoia appare per la prima volta come co-protagonista accreditata, dopo diverse esperienze come stunt-woman.

## Trama
Texas, un pistolero vagabondo, incontra il suo vecchio amico Pistola. Giunti nei pressi di una locanda salvano la giovane Mary e suo padre Sam dalle prepotenze di due banditi che lavorano al soldo di Martin. Giunti in paese salvano anche due fratelli, Jim e Fred, che stavano per essere ingiustamente impiccati dagli scagnozzi di Martin. Texas e Pistola vengono catturati ma riescono a fuggire e si uniscono ai ribelli capeggiati da Allen, antico rivale di Martin.